# Mike Nichols

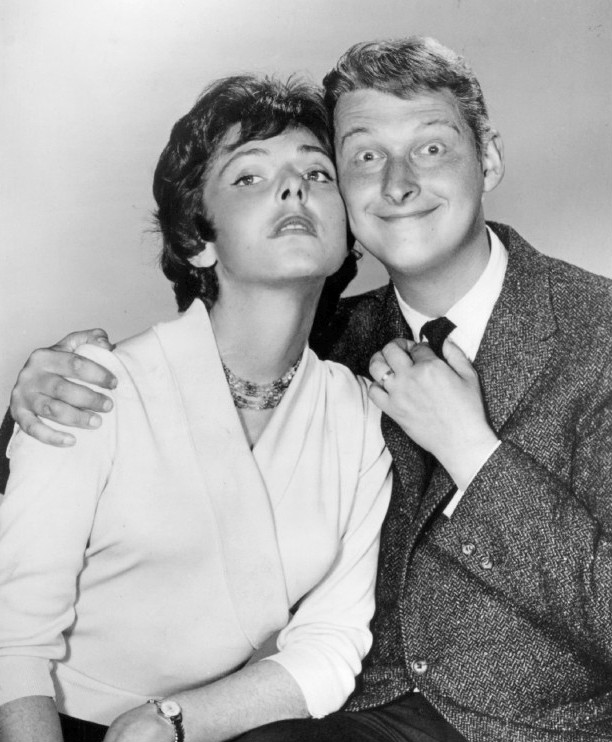
Mike Nichols gjorde tillsammans med Elaine May succé som komiker under 1950-talet.

Mike Nichols, ursprungligen Michael Igor Peschkowsky, född 6 november 1931 i Berlin i Tyskland, död 19 november 2014 i New York, var en amerikansk film- och teaterregissör, producent och manusförfattare. Han är en av få personer som vunnit alla stora amerikanska nöjespriser: Oscar, Grammy Award, Emmy och Tony. Nichols vann även en Golden Globe Award. Nichols regisserade bland annat Vem är rädd för Virginia Woolf? (1966), Mandomsprovet (1967) och TV-serien Angels in America (2003).

## Biografi
Mike Nichols föddes i Berlin. Hans far tillhörde en rysk-judisk familj som lämnat Ryssland efter revolutionen. Familjen bosatte sig i Tyskland kring 1920. Hans mor Brigitte Landauer kom från en tysk-judisk familj; hans morfar var den anarkistiske teoretikern Gustav Landauer och hans mormor Hedwig Lachmann. När nazisterna började arrestera judar skickades han tillsammans med sin bror till USA där fadern redan befann sig. Modern kunde senare fly till USA via Italien. I USA ändrade fadern familjens namn till Nichols. Fadern öppnade en läkarmottagning i New York. Mike Nichols studerade i Chicago och där började han arbeta på en radiostation som hallåa. Han fick sedan uppdrag att skapa ett program med folkmusik på lördagkvällar. Programmet som fortfarande sänds gav han namnet "The Midnight Special".
Han träffade Elaine May och de två bildades tillsammans komikerduon Nichols and May med premiär 1956. De framförde satiriska sketcher och släppte tre album som blev bästsäljare. 1960 följde en show på Broadway, An Evening With Mike Nichols and Elaine May, i regi av Arthur Penn. Duon splittrades 1961 men återförenades senare och arbetade i flera projekt tillsammans.

### Karriär som regissör
1963 fick Nichols i uppdrag att regissera Neil Simons pjäs Barefoot In The Park. Pjäsen blev början på en rad framgångsrika pjäser med Nichols som regissör. Han fick en Tony Award som regissör för Murray Schisgals pjäs Luv 1964. Han fick återigen en Tony för The Odd Couple. 1966 följde hans premiär som filmregissör då han fick i uppdrag av Warner Bros att regissera Vem är rädd för Virginia Woolf? med Elizabeth Taylor och Richard Burton i huvudrollerna. Filmen blev en stor framgång och mottog fem Oscars och Nichols nominerades som bästa regissör. Nästa film blev Mandomsprovet som blev den mest inkomstbringande filmen 1967. Den nominerades till sju Oscar, bland annat bästa film och Nichols mottog Oscar som bästa regissör.
1970 följde filmatiseringen av Joseph Hellers Moment 22 och 1971 Köttets lust med Jack Nicholson, Ann-Margret, Art Garfunkel och Candice Bergen i rollerna. Nichols återvände sedan till Broadway och regisserade Neil Simons The Prisoner och en uppsättning av Onkel Vanja. 1973 återvände han till filmen och regisserade The Day of the Dolphin med George C. Scott i huvudrollen. Men filmen och även Nichols nästa film The Fortune från 1975 med Warren Beatty, Jack Nicholson och Stockard Channing i rollerna blev ekonomiska misslyckanden och Nichols regisserade inte på flera år efter det. På Broadway följde en ny stor framgång med musikalen Annie 1977–1983. 1983 följde comebacken i Hollywood med filmen Silkwood med Meryl Streep, Cher och Kurt Russell. 1988 följde en av hans mest framgångsrika filmer, Working Girl, med Melanie Griffith, Harrison Ford och Sigourney Weaver. Hans sista film blev Charlie Wilson's War från 2007.

## Filmografi i urval

### Som regissör
- 1966 – Vem är rädd för Virginia Woolf?
- 1967 – Mandomsprovet
- 1970 – Moment 22
- 1971 – Köttets lust
- 1983 – Silkwood
- 1986 – I lust och nöd
- 1988 – Working Girl
- 1988 – Polarna på Camp Biloxi
- 1990 – Vykort från drömfabriken
- 1991 – Fallet Henry
- 1994 – Wolf
- 1996 – The Birdcage – lånta fjädrar
- 1998 – Spelets regler
- 2000 – Good Vibrations
- 2001 – Wit (TV-film)
- 2003 – Angels in America (TV miniserie)
- 2004 – Closer
- 2007 – Charlie Wilson's War

### Som manusförfattare
- 2001 – Wit (TV-film)

### Som producent
- 1971 – Köttets lust
- 1986 – I lust och nöd
- 1990 – Vykort från drömfabriken
- 1991 – Fallet Henry
- 1993 – Återstoden av dagen
- 1996 – The Birdcage – lånta fjädrar
- 1998 – Spelets regler
- 2000 – Good Vibrations
- 2001 – Wit (TV-film)
- 2004 – Closer

## Teater

### Regi
| År   | Produktion           | Upphovsmän                     | Teater                         |
| ---- | -------------------- | ------------------------------ | ------------------------------ |
| 1966 | The Apple Tree       | Jerry Bock och Sheldon Harnick | Shubert Theatre, New York, USA |
| 1978 | Drinks Before Dinner | E.L. Doctorow                  | Newman Theater, New York, USA  |